# Tipos de discapacidad

Símbolos de diferentes discapacidades

Existen los siguientes tipos de discapacidad: física, psíquica (psicosocial o intelectual) y sensorial.
Cada uno de los tipos puede manifestarse en distintos grados y una persona puede tener varios tipos de discapacidades simultáneamente, con lo que existe un amplio abanico de personas con discapacidad como el Síndrome de Down

## Discapacidad física o motora
La diversidad funcional motora se puede definir como la disminución o ausencia de las funciones motoras o físicas (ausencia o alteración del movimiento; de una mano, brazo, pierna, pie; la totalidad o parcialidad de estos), disminuyendo el desenvolvimiento normal diario. De hecho, las personas con discapacidad física o motora pueden tener dificultades para caminar o desplazarse, problemas para manipular objetos, alteraciones en la postura y el equilibrio, problemas en la coordinación motora fina y gruesa o, incluso, posibles dificultades en el habla debido a la afectación de los músculos involucrados.

### Criterios de identificación
Las causas de la discapacidad física muchas veces están relacionadas con problemas durante la gestación, a la condición de prematuro del bebé o a dificultades en el momento del nacimiento. También pueden ser causadas por traumatismos como consecuencia de accidentes o problemas del organismo (derrame, por ejemplo).

## Discapacidad sensorial
La discapacidad sensorial corresponde a las personas con deficiencias visuales y auditivas.
Existen baremos para marcar distintos grados de discapacidad sensorial, por ejemplo en el caso de la discapacidad auditiva (hipoacusia) tenemos:
- Audición normal, para percibir sonidos mínimos de entre 10-15 dB.
- Audición limítrofe 16-25 dB.
- Pérdida superficial 26-40 dB.
- Pérdida moderada 41-55 dB.
- Pérdida moderada a severa 56-70 dB.
- Pérdida severa 71-90 dB.
- 90 o más pérdida profunda.

### Criterios de identificación
Son patologías muy importantes de considerar dado que conllevan graves efectos psicosociales. Producen problemas de comunicación del paciente con su entorno lo que lleva a una desconexión del medio y poca participación en eventos sociales. También son importantes factores de riesgo para producir o agravar cuadros de depresión. Un diagnóstico y tratamiento precoz son esenciales para evitar estas frecuentes complicaciones.

### Causas
La deficiencia auditiva (hipoacusia) puede ser adquirida cuando existe una predisposición genética (por ejemplo, la otosclerosis), cuando ocurre meningitis, ingestión de medicinas ototóxicas (que ocasionan daños a los nervios relacionados con la audición), exposición a sonidos impactantes o virosis. Otra causa de deficiencia congénita es la contaminación de la gestante a través de ciertas enfermedades, como rubéola,enfermedades terminales,sarampión, sífilis, citomegalovírus, edad avanzada , toxoplasmosis, además de la ingestión de medicamentos que dañan el nervio auditivo durante el embarazo, discapacidad  o problemas cognitivos, problemas de incompatibilidad sanguínea, o de infección bacterial, meningitis, fiebre tifoidea, difteria
La pérdida de la visión puede ocurrir debido a herimientos, traumatismos, perforaciones o vaciamiento en los ojos. Durante la gestación, enfermedades como rubéola, toxoplasmosis y sífilis, además del uso de substancias tóxicas, pueden ocasionar esta discapacidad en el niño.

## Discapacidad psicosocial
Es una de las dos formas de discapacidad psíquica, y se considera que una persona tiene discapacidad psicosocial cuando: "La persona posee un funcionamiento emocional y conductual variable que tiene lugar junto a circunstancias asociadas en dos o más de las siguientes áreas de habilidades adaptativas: comunicación, cuidado personal, vida en el hogar, habilidades sociales, utilización de la comunidad, autogobierno, salud y seguridad, habilidades académicas funcionales, ocio y trabajo".

### Criterios de identificación
La discapacidad psicosocial puede ser provocada por diversos trastornos psíquicos o psiquiátricos como son; la depresión mayor, la esquizofrenia, el trastorno bipolar; los trastornos de pánico, el trastorno esquizomorfo, el síndrome orgánico, los trastornos del espectro autista; entre otros.

## Discapacidad intelectual o mental
Es una de las dos formas de discapacidad psíquica. El término Discapacidad Intelectual no ha sido definido como tal. En la actualidad el concepto más empleado es el que propone la AAMR (American Association on Mental Retardation) en 1992: Limitaciones sustanciales en el funcionamiento intelectual. Se caracteriza por un funcionamiento intelectual inferior a la media, que coexiste junto a limitaciones en dos ó más de las siguientes áreas de habilidades de adaptación: comunicación, cuidado propio, vida en el hogar, habilidades sociales, uso de la comunidad, autodirección, salud y seguridad, contenidos escolares funcionales, ocio y trabajo. La discapacidad intelectual se ha de manifestar antes de los 18 años de edad.
El funcionamiento intelectual hace referencia a un nivel de inteligencia inferior a la media. La concepción de inteligencia que se maneja a este respecto es la propuesta por Gardner, quien habla de la existencia más que de una capacidad general, de una estructura múltiple con sistemas cerebrales semiautónomos, pero que, a su vez, pueden interactuar entre sí.
En cuanto al uso de un cociente de inteligencia, de uso común, para que se pueda hablar de discapacidad intelectual debe estar por debajo de 70 y producir problemas adaptativos.
Las habilidades adaptativas hacen referencia a la eficacia de las personas para adaptarse y satisfacer las exigencias de su medio. Estas habilidades deben ser relevantes para la edad de que se trate, de tal modo que su ausencia suponga un obstáculo. Lo más habitual es que una discapacidad intelectual significativa se detecte en edades tempranas.

### Definición de la A.A.R.M. (2002)
La Asociación Americana de Retraso Mental propone una definición que intenta salvar la dificultad de evaluación de las habilidades adaptativas e incorpora nuevas precisiones. Aunque continua refiriéndose a la discapacidad intelectual como retraso mental, el camino del cambio conceptual ha llevado a la AAMR a modificar su propio nombre: AAIDD (American Association on Intellectual and Developmental Disabilities), por lo que se espera que en la próxima edición se erradique de una vez el término retraso mental.
Retraso mental es una discapacidad caracterizada por limitaciones significativas en el funcionamiento intelectual y la conducta adaptativa tal como se ha manifestado en habilidades prácticas, sociales y conceptuales. Esta discapacidad comienza antes de los 18 años (Luckasson y cols., 2002, p. 8)
La conducta adaptativa no es sólo otro término, implica el conjunto de habilidades conceptuales, sociales y prácticas aprendidas por la persona para funcionar en su vida diaria. Noo basta un funcionamiento intelectual significativamente bajo: también ha de sustentarse una conducta adptativa significativamente baja. Para tal fin existen instrumentos estandarizados como ICAP, CALS y ALSC.

### Causas
- Factores genéticos, en el caso del síndrome de Down, trisomía del cromosoma 21.
- Errores congénitos del metabolismo, como la fenilcetonuria.
- Alteraciones del desarrollo embrionario, en las que se incluyen las lesiones prenatales.
- Problemas perinatales, relacionados con el momento del parto.
- Enfermedades infantiles, que pueden ir desde una infección grave a un traumatismo.
- Graves déficits ambientales, en los que no existen condiciones adecuadas para el desarrollo cognitivo, personal y social.
- Accidentes de tráfico.
- Accidentes laborales.

Consejos a tener en cuenta
- Establecer una rutina.
- Fomentar la independencia en la medida de lo posible.
- Hacer uso de juegos y actividades sociales para ayudar al desarrollo de las habilidades sociales, la comunicación y la cooperación.
- Acudir a terapias de lenguaje y terapia de carácter ocupacional.[6]